# Leptacis ferruginea
Leptacis ferruginea är en stekelart som beskrevs av Peter Neerup Buhl 2004. Leptacis ferruginea ingår i släktet Leptacis och familjen gallmyggesteklar. Inga underarter finns listade i Catalogue of Life.